# میریگ
میریگ (به لاتین: Merig) یک جزیره کوچک که در ۲۰ کیلومتری شرق گاوا در شمال جزایر بنکس وانواتو واقع شده‌است. میریگ ۰٫۵ کیلومتر مربع مساحت و ۱۲ نفر جمعیت دارد.